# アル＝ミーダーン劇場
アル＝ミーダーン劇場（ヘブライ語: תיאטרון אל-מידאן、アラビア語: مسرح الميدان、英語: al-Midan Theater）とは、ハイファのワディ・ニスナス地区に設置されたアラブ系イスラエル人を対象とした劇場である。

## 概要
アル＝ミーダーン劇場は、その当時は左派政党の労働党のラビン政権であった1994年に、シュラミット・アロニ教育相やアムラム・ミツナ・ハイファ市長らにより、ハイファならびにその近郊のアラブ系イスラエル人を対象とした劇場として設立された。なぜならば、イスラエルにおいては原則として上部からヘブライ語、アラビア語、英語の3か国語が併記されている場合が多いが、同館はイスラエルにおいては稀有な事例であるが、上部にアラビア語が記載され、下部にヘブライ語が記載されており、アラビア語を尊重する態度をみせることにより、アラブ系イスラエル人の自尊感情を傷つけないように配慮がなされている。さらに、「アル＝ミーダーン」とは「広場」を意味するアラビア語であり、ヘブライ語ではない。また、同館の館長はアラブ系イスラエル人が担っている。同館には2つのホールがあり、そのホールの定員はそれぞれ292席と112席である。